# Тілопо золоточеревий
Тілопо золоточеревий (Ptilinopus chrysogaster) — вид голубоподібних птахів родини голубових (Columbidae). Ендемік Островів Товариства у Французькій Полінезії. Раніше вважався підвидом таїтянського тілопо, однак був визнаний окремим видом в 2021 році. Вид був відкритий францущьким орнітологом Рене Прімевером Лессоном, під час його експедиції на кораблі La Coquille, однак вперше його описав Джордж Роберт Грей в 1854 році, через 30 років після відкриття.

## Поширення і екологія
Золоточереві тілопо мешкають на островах Раіатеа, Хуахіне, Тахаа, Бора-Бора і Маупіті. Живуть у вологих рівнинних тропічних лісах. Зустрічаються на висоті до 450 м над рівнем моря.

## Збереження
МСОП класифікує цей вид як такий, що перебуває під загрозою зникнення. За оцінкаи дослідників, популяція золоточеревих тілопо становить від 100 до 2500 птахів. Їм загрожують інвазивні види хижаків, зокрема кішки, малі і чорні пацюки та південні луні (Circus approximans).